# Square Pfeffel
Le square Pfeffel est un parc public de Colmar en Alsace.

## Localisation
Il est situé dans le quartier centre.
On y accède par la Grand-Rue.

## Caractéristiques
On y trouve le monument Pfeffel.